# Родники (памятник природы)
Родники — гидрологический памятник природы местного значения. Находится в Краматорском районе Донецкой области возле села Шандриголово.
Статус памятника природы присвоен решениями Донецкого областного исполнительного комитета № 310 от 21 июня 1972 года и № 15 от 12 января 1972 года. Площадь — 0,1 гектара. На территории «Родников» находится выход родниковых вод из-под подошвы мелового склона в долине реки Нитриус.
Залежам мела в долине реки Нитриус около 80 миллионов лет. Тектонические силы образовали в них зоны внутренней трещиноватости, через которые глубинные воды выходят на поверхность, фонтанируя в некоторых местах. Вода из родников у села Шандриголово холодная, профильтрованная мелом до высокой чистоты, низкоминерализованная. Используется для выращивания форели.
Кроме родников у села Шандриголово в Донецкой области статус памятника природы также получили другие родники: Истоки Кальмиуса, родник Коньково, родники в балке Скотовая.